# 원당읍
원당읍은 고양군에 있던 행정구역이다. 1992년에 고양군이 고양시로 승격하면서 원당읍이 폐지되고 관할 법정리가 법정동으로 전환되었다. 현재 옛 원당리, 원흥리, 신원리, 도내리, 성사리는 덕양구에 속하여 원신동, 주교동, 성사동, 흥도동의 4개 행정동으로 나뉘어 있다. 현재 일산동구에 편입된 식사리는 일산동구에서 식사동이라는 하나의 행정동을 이루고 있다. 옛 원당읍의 중심이 되는 지역은 주교동이다.

### 역사
- 1413년: 덕양현이 고봉현과 합쳐 고양군으로 승격되면서 고양군의 모든 면이 생기면서 원당면(元堂面) 탄생.
- 1895년 5월 26일: 한성부 고양군 원당면으로 편입.
- 1896년: 경기도 고양군 원당면으로 행정구역 개칭.
- 1979년 5월 1일: 원당면이 원당읍으로 승격하였다.
- 1992년 2월 1일: 원당읍은 경기도 고양시 원신동, 주교동, 성사동, 흥도동으로 개편되었다.
- 1996년 3월 1일: 고양시의 구제 실시로, 원신동, 주교동, 성사동, 흥도동은 덕양구로, 식사동은 일산구으로 편입되었다.
- 2005년  5월 16일: 일산구가 일산동구와 일산서구로 분리되면서 식사동은 일산동구에 속하게 되었다.